# Mozart nella giungla
Mozart nella giungla è un mixtape del rapper italiano Caneda, pubblicato nel 2016 dalla Honiro, etichetta discografica indipendente.

## Tracce
1. Samurai (musica: Raizy Beats)
2. Dove le balene vanno a nascondersi (musica: Ghido)
3. Il ladro di cuori (musica: Marco Zangirolami)
4. Marilyn (musica: Marco Zangirolami)
5. Unpodi (musica: Murcielago)
6. Lau (musica: Marco Zangirolami)
7. Marlon Brando (musica: Lazy Ants)
8. Heroine (musica: Kermit)
9. Zero santi (musica: Marco Zangirolami)
10. Lucciole remix (musica: Fabrizio Conte)
11. Raffaello (musica: Marco Zangirolami)

## Curiosità
- Il brano Marlon Brando campiona Summertime Sadness della cantante Lana Del Rey.
- Il brano Unpodi è stato uno dei pezzi più discussi del 2016 con ben due video ufficiali disponibili su YouTube.